# Thomas Rosenberg
Thomas Rosenberg (30. januar 1908 i Holsted, Vejen – 28. juli 1974 i København) var en dansk chefredaktør på Se & Hør.
Han var mest kendt for hustruen Tutta Rosenberg. Efter hun havde medvirket i Poul Martinsens portrætprogram Vist er vi ej snobbede faldt oplaget på bladet og han blev fyret.